# Hurvínkův rok
Hurvínkův rok je český loutkový televizní seriál z roku 2003. Bylo natočeno 13 epizod po 8 minutách. ČT začala seriál vysílat v rámci dětského pásma pohádek v neděli ráno od 1. února 2004.

## Seznam dílů
1. Hurvínkovy večerníčky
2. Novoroční předsevzetí
3. Únor bílý, pole sílí
4. Jarní úklid
5. Hurvínkova pomlázka
6. Hurvínek oslavuje
7. Den dětí
8. Plavání zakázáno
9. Malý stan
10. Šaty dělají člověka
11. Hurvínkovo prasátko
12. Sláva vítězům
13. Vánoční dárek

## Další tvůrci
- Loutky vodili: Michal Barták, Richard Maška, René Hájek, Michaela Stejskalová, Miroslav Polák, Josef Ešpandr, Květa Plachetková, Aleš Horňák, Alena Macháčková, Vlado Kirschner
- Výtvarník: Dušan Soták, Naďa Sotáková